# Von Mäusen und Lügen
Von Mäusen und Lügen ist eine deutsche Fernseh-Komödie aus dem Jahr 2011.

## Handlung
Die beiden HNO-Ärzte Dr. Arnold Fischer und Gregor Reibold wollen ihre gemeinsame Arztpraxis mit einem hochmodernen Tinnituszentrum erweitern. Unglücklicherweise ist der nötige Platz in der Nachbarwohnung, die ebenfalls Fischer gehört, belegt, und der Mieter weigert sich standhaft auszuziehen.
Auch nach seinem Tod werden die Ausbaupläne durchkreuzt – von der Musikerin Mathilda Lenz, die den Mietanspruch von ihrem verstorbenen Großvater geerbt hat. Da Arnold Fischer ein ständig auf Ausgleich bedachter Mensch ist, der es allen recht machen will, tut er sich schwer, die neue Mieterin zum Auszug zu bewegen. Obendrein verliebt er sich in die alleinerziehende Mutter. So weiß er nicht, wie er sich entscheiden soll, für die Mieterin oder seinen egoistischen Freund. unterdessen versucht der, die Konkurrentin mit Terror wie Lärm, Mäusen und Verwüstungen zum Ausziehen zu bewegen.

## Kritiken
„Konfektionierte romantische (Fernseh-)Komödie über die Nöte eines Mannes, der lernen muss, an sich selbst zu denken.“

„Arnold als herzensguter Stoiker bildet einen schönen Kontrast zur lebenslustigen Mathilda, Dialoge und Story kommen insgesamt gut in Gang. Fazit: Mausert sich zu einem netten Spaß“

„Für Liebeskomödien hat Regisseurin Sibylle Tafel ein Händchen. […] So biete auch dieser Spaß nach dem Drehbuch von Thomas Bahmann […] und Ralf Hertwig […] gute Unterhaltung mit soliden Darstellerleistungen und vielen witzigen Momenten – auch wenn er bisweilen etwas übertrieben daher kommt.“

## Hintergrund
Die Romantikkomödie hatte ihre Erstausstrahlung am 10. Juni 2011 in der ARD. Der Film wurde von etwa 3,74 Mio. Zuschauern gesehen, was einem Marktanteil von 14,1 Prozent entsprach. Vom 11. August 2009 bis zum 9. September 2009 wurde der Film in München und Umgebung gedreht.